# Joseph Bertrand
Joseph Bertrand (ur. w 1879, zm. ?) – francuski pływak, medalista olimpijski Letnich Igrzysk Olimpijskich 1900 w Paryżu. Wraz z drużyną Tritons Lillois zdobył srebrny medal w pływaniu drużynowym na 200 m. Wziął również udział w turnieju piłki wodnej (jego zespół zajął 5.–8. miejsce) oraz pływaniu na 200 metrów z przeszkodami (zajął 7. miejsce).